# 尤金·吉诺维斯
尤金·多米尼克·吉诺维斯（1930年5月19日 - 2012年9月26日） 是一位研究美国南部和美國奴隸制度的美國历史学家。  他的著作曾获得班克洛夫特獎。 他原本支持左派和马克思主义，後來轉而支持古典保守主义。 